# フェリックス・ペレス・カルドーソ
フェリックス・ペレス・カルドーソ（Félix Pérez Cardozo、1908年11月20日 - 1952年6月9日）は、パラグアイのアルパ奏者、作曲家。17世紀にヨーロッパからアメリカ新大陸に伝わったとされるアルパの楽器構造や演奏技術を著しく高め、パラグアイ音楽の伝承曲をまとめただけでなく自身も数々のアルパの曲を作曲した。アルパを中南米だけでなく世界的に認められる芸術の域にまで完成させた功績からアルパの父と呼ばれている。フェリクス・ペレス・カルドーソと表記されることもある。

## 略歴
1908年パラグアイの地方に生まれる。若い頃よりアルパ・パラグアジャ（パラグアイのハープ）を習得し、演奏グループを結成してパラグアイ首都のアスンシオンで本格的に演奏活動を始める。さらに海外に演奏活動の場を求め、ブエノスアイレスを拠点にパラグアイ出身の音楽家として大活躍した。1952年、ブエノスアイレスで病死した。

## 代表曲
鐘つき鳥　PAJARO CAMPANA　（パラグアイ伝承曲の採譜）